# Station Kaliwungu
Kaliwungu is een spoorwegstation in de Indonesische provincie Midden-Java.

## Bestemmingen
- Brantas: naar: Station Tanahabang en Station Kediri
- Kertajaya: naar: Station Pasar Senen en Station Surabaya Pasarturi
- Matarmaja: naar: Station Jakarta Kota en Station Malang
- Tawang Jaya: naar: Station Pasar Senen en Station Semarang Poncol
- Kaligung Ekonomi: naar: Station Semarang Poncol en Station Slawi